# Palazzo Damiani
Palazzo Damiani è un palazzo storico di Palermo, sito in Piazza Bologni.
Le fonti storiche riportano notizie di Palazzo Damiani già all'inizio del XVII secolo. Deve il suo nome a Felice Damiani, avvocato fiscale del Real Patrimonio, proprietario alla fine del Settecento.
I bombardamenti della seconda guerra mondiale hanno gravemente danneggiato il prospetto, che non possiede più le cornici e i fregi originari.